# Sega Zone
La "Sega Zone" es una consola de videojuegos que fue lanzada al mercado en el año 2010. Fue desarrollada por AtGames. Esta consola se comercializó principalmente en el Reino Unido, aunque también estuvo disponible en otros mercados.
La Sega Zone es una consola plug-and-play, lo que significa que está diseñada para ser fácil de usar, sin necesidad de complicadas configuraciones o instalaciones. Simplemente se conecta directamente al televisor y está lista para jugar. La idea detrás de la Sega Zone era ofrecer una experiencia de juego simple y accesible, especialmente para aquellos que no están familiarizados con las consolas de videojuegos más tradicionales.
La consola incluía una variedad de juegos preinstalados, que abarcaban diferentes géneros y estilos de juego. Estos juegos podrían ser tanto clásicos de Sega como títulos más contemporáneos. Algunas de las franquicias emblemáticas de Sega que podrían estar presentes en la Sega Zone incluyen Sonic the Hedgehog, Alex Kidd, Streets of Rage y muchos otros.
Además de los juegos, la Sega Zone también podría ofrecer otras características, como reproductores de música y visualizadores de fotos, dependiendo del modelo específico. Sin embargo, en términos de potencia y capacidades técnicas, la Sega Zone no estaba a la par de otras consolas contemporáneas más avanzadas, como la Xbox 360 o la PlayStation 3.
Aunque la Sega Zone tenía como objetivo ofrecer una experiencia de juego sencilla y accesible, no logró alcanzar el mismo éxito comercial que otras consolas de Sega en el pasado, como la Sega Genesis (conocida como Mega Drive en algunos territorios) o la Sega Dreamcast. Como resultado, su disponibilidad fue limitada y su impacto en la industria de los videojuegos fue relativamente menor. Aunque no sea tan recordada como otras consolas de Sega, la Sega Zone sigue siendo parte de la historia de la compañía y del panorama de los videojuegos en general.

## Listado de Juegos SEGA Zone
Entre otros juegos, Sega Zone incluye clásicos de Megadrive:
- Sonic & Knuckles
- Sonic Spinball
- Ecco The Dolphin
- Collumns
- Kid Chameleon
- Golden Axe
- Flicky
- Alex Kidd
- Shinobi III

Juegos Arcade propios de ella:
- Fight & Lose
- Cannon
- Checker
- Bomber
- Bottle Vans Race

Además, incluye 16 juegos en los que interactúa el sensor de movimiento, de golf, fútbol, dardos, boxeo, y demás deportes.